# Art rock
Art rock je pogosto napačno definiran kot podzvrst progresivnega rocka, pravzaprav pa je to kategorija, v katero štejemo progresivne rock skupine, ki jih sicer ne bi uvrstili v nobeno drugo podzvrst, in med sabo nimajo veliko skupnega, razen tega da so 100 % progresivno rockerske.
Termin art rock je bil v zgodnjih 1970. sopomenka za progresivni rock, v devetdesetih pa je postal ločnica med mainstreamom in glasbo za prave ljubitelje. Pravila kategorije so se z začetkom novega tisočletja spet spremenile in vanjo sedaj uvrščamo skupine,
- ki igrajo 100 % progresivni rock,
- ki jih ne moremo uvrstiti v nobeno drugo podzvrst,
- ki imajo v svojem opusu toliko različnih podzvrsti, da jih ne moremo omejiti samo na eno,
- ki so tako svojevrstne, da jih ne moremo primerjati z nobeno drugo.

## Predstavniki
- Bloc Party
- Gentle Giant
- King Crimson
- Mike Oldfield
- Rush
- Supertramp
- The Mars Volta
- Van der Graaf Generator
- Electric Light Orchestra